# شلل الحملقة المتقارنة
شلول الحملقة المتقارنة، هي مجموعة اضطرابات عصبية تعيق قدرة الفرد المصاب على تحريك عينيه بنفس الاتجاه. قد تؤثر الشلول على النظر في الاتجاه الأفقي أو العلوي أو السفلي. تتداخل هذه الاضطرابات مع خزل وشلل عضلات العين.

## العلامات والأعراض
تتضمن الأعراض اضطراب القدرة على التحديق في حركات واتجاهات معينة تختلف بحسب نوع الشلل. يحرك الشخص المصاب بشلل الحملقة رأسه بشكل متكرر بدلًا من تحريك عينيه، وهذه إحدى علامات المرض. قد يهز الشخص المصاب بالشلل الرمشي الأفقي رأسه أثناء مشاهدة فيلم أو حدث سريع الحركة بدلًا من تثبيت رأسه وتحريك عينيه؛ الأمر الذي يمر عادةً دون أن يلاحظه أحد. قد يقوم الشخص المصاب بشلل الحملقة الأفقي غير الانتقائي بتحريك رأسه ببطء ذهابًا وإيابًا أثناء قراءته لكتاب ما بدلًا من مسحه بعينيه ببطء دون تحريك الرأس.

## السبب
يحدث المرض بسبب توقف انتقال الإشارات من الدماغ إلى العين نتيجة وجود آفة ما. تنشأ جميع حالات شلول الحملقة المتقارنة نتيجة آفة ضمن جذع الدماغ في الجسر أو الدماغ المتوسط. قد تنجم هذه الآفات عن إصابة الفرد بالسكتة الدماغية أو نتيجة حالات مرضية متنوعة كمتلازمة كويربر-سالوس-إيلشنج والشلل فوق النووي المترقي والمتلازمة الزيتونية الجسرية المخيخية وداء نيمان- بيك النمط ج وبعض حالات التسمم كالتسمم بلدغة العقرب مثلًا.

## التشخيص
يشخص شلل الحملقة المتقارنة عن طريق الفحص السريري لحركات العين. وفي معظم الحالات، يشك الطبيب بشلل الحملقة عندما لا يستطيع المريض تحريك عينيه الاثنين في نفس الاتجاه، وقد يبدي مرضى شلل الحملقة المتقارنة في بعض الأحيان رأرأة تبعيدية في كلتا العينين. تعرف الرأرأة بأنها الحركة المتكررة التي تبديها العين عند التحديق باتجاه واحد.

### التصنيف
تصنف شلول الحملقة المتقارنة إلى شلول حملقة أفقية وأخرى عمودية.

#### شلل الحملقة الأفقية
يؤثر هذا النوع من الشلل على الحركة الأفقية لكلتا العينين باتجاه الخط الناصف للجسم أو عكسه. يحدث شلل الحملقة الأفقية عمومًا نتيجة آفة في جذع الدماغ والأعصاب المرتبطة به -في الجسر عادةً.

#### الجنف المترقي
شلل الحملقة الأفقية المرتبط بالجنف المترقي، هو شكل نادر جدًا من شلل الحملقة المتقارنة، ولا يظهر إلا في بضع عشرات من العائلات في جميع أنحاء العالم. يمنع شلل الحملقة الأفقية المرتبط بالجنف المترقي الحركة الأفقية لكلتا العينين، وهذا يجبر الأشخاص المصابين على تحريك رؤوسهم لرؤية الأشياء المتحركة. تظهر الأعراض العينية عادةً قبل الجنف في سياق هذه الحالة. ينتج شلل الحملقة الأفقية المرتبط بالجنف المترقي عن طفرة في جين ROBO3 الهامة في عملية تصالب الإشارات الحركية والحسية. تشيع في هذا الاضطراب آفات الدماغ المتوسط والجسر بالإضافة إلى الطفرة السابقة. قد يترافق الاضطراب بغياب تام لأكيمة العصب الوجهي الموجودة في الجسر والمسؤولة عن بعض حركات الوجه. ما يزال سبب شلل الحملقة الأفقية المرتبط بالجنف المترقي غير واضح، وتبقى مسألة ارتباط الجنف المترقي بالحملقة الأفقية دون العمودية مبهمة. يعالج الجنف المترقي بالجراحة عادةً.

#### شلل الحملقة العمودية
يؤثر شلل الحملقة العمودية على حركة إحدى العينين أو كلتيهما بالاتجاه الصاعد -للأعلى والأسفل- أو فقط في الاتجاه النازل في حالات نادرة. قد تتأثر في بعض الأحيان حركة عين واحدة فقط في اتجاه واحد فقط، ولكنه لا يعتبر شلل متقارن بحكم التعريف الذي يستوجب مشاركة كلتا العينين. يحدث شلل الحملقة العمودية في معظم الحالات نتيجة آفات الدماغ المتوسط الناجمة عن إصابة الفرد بسكتة دماغية أو ورم. تحدث الحالة التي تتأثر بها الحملقة نحو الأسفل فقط نتيجة الشلل فوق النووي المترقي.